# کلود باکادال
کلود باکادال (فرانسوی: Claude Bakadal‎؛ زادهٔ ۱۹ مارس ۱۹۷۶) بازیکن فوتبال اهل فرانسه است.
از باشگاه‌هایی که در آن بازی کرده‌است می‌توان به باشگاه فوتبال دیاربکرسپور اشاره کرد.